# 2457 Rublyov
2457 Rublyov је астероид главног астероидног појаса са средњом удаљеношћу од Сунца која износи 2,639 астрономских јединица (АЈ).
Апсолутна магнитуда астероида је 12,7.